# Campana (Insel)
Campana, früher (Batteria) Podo oder Forte di Sopra, ist eine kleine Insel in der südlichen Lagune von Venedig. Die Insel hat eine Fläche von 5.858 m², nach Angaben der Kommune nur noch 4.076. Sie liegt südlich des historischen Zentrums und war eine der acht zum Schutz Venedigs im 18. Jahrhundert ausgebauten Festungsinseln.

## Geschichte
Die Batteria Podo wurde gegen Ende der Republik Venedig zu einer der acht Festungen umfunktioniert, die Venedig vor Angreifern von der Seeseite schützen sollten. Dies geht aus einem Schreiben des Adligen Zuanne Zusto von 1796 hervor. Die anderen Festungen waren neben Campana: Fisolo, Ex Poveglia und Trezze in der südlichen Lagune, dazu Tessera, Carbonera, Campalto, Buel del Lovo oder Batteria San Marco in der mittleren und nördlichen Lagune. 1883 waren alle Festungen mit Bastionen, Kasematten und Munitionslagern ausgestattet. Nach dem Zweiten Weltkrieg wurde die Fortifikation aufgegeben.
Heute ist ein erheblicher Teil des Rempart im Norden der Insel zusammengebrochen, die Insel stark durch die Strömung des angrenzenden Canale della Campana geschrumpft. Die Insel befindet sich in Privatbesitz und ist von der Vegetation weitgehend überwuchert. 1996 initiierte die Canottieri Bucintoro eine Fahrt mit Segelbooten, wobei ein Kapitell mit einem Abbild der Madonna di Marina errichtet wurde.